# إيتا تيرادا
إيتا تيرادا (باليابانية: 寺田 一太) (4 أكتوبر 1988 في أوساكا في اليابان – )؛ هو لاعب كرة قدم كان يلعب كحارس مرمى.